# Sauvetrea chicana
Sauvetrea chicana är en orkidéart som först beskrevs av Dodson, och fick sitt nu gällande namn av Mario Alberto Blanco. Sauvetrea chicana ingår i släktet Sauvetrea och familjen orkidéer. Inga underarter finns listade i Catalogue of Life.